# Bomolocha lebonia
Bomolocha lebonia är en fjärilsart som beskrevs av Druce 1890. Bomolocha lebonia ingår i släktet Bomolocha och familjen nattflyn. Inga underarter finns listade i Catalogue of Life.